# Найкраще
„Найкраще“ (Най-доброто) е третият албум на украинската певица Руслана. Издаден е на 26 септември 2001 г.

## Списък на песните
1. „Світанок“
2. „Добрий вечір тобі“
3. „Прощання з диско“ – 5:11
4. „Світло і тінь“ – 2:16
5. „Ой летіли дикі гусі“ – 3:40
6. „Перший сніг“
7. „Балада про принцесу“ – 5:15
8. „Вам і не снилось“ – 3:36
9. „Понад горами“ – 4:40
10. „Вір мені“ – 4:00
11. „Світанок“